# Moesdorf
Moesdorf (Luxemburgs: Miesdref) is een plaats in de gemeente Mersch en het kanton Mersch in Luxemburg.
Moesdorf telt 335 inwoners (2005).
Beringen · Berschbach · Essingen · Mersch · Moesdorf · Pettingen · Reckange · Rollingen · Schoenfels

Luxemburgse gemeenten · Kanton Mersch · Luxemburg